# Михаловице (Малопольское воеводство)
Михалови́це (пол. Michałowice) — село в Польше в сельской гмине Михаловице Краковского повета Малопольского воеводства. Административный центр гмины Михаловице.

## География
Село располагается в 12 км от административного центра воеводства города Краков.
В 1975—1998 годах село входило в состав Краковского воеводства.

## Население
По состоянию на 2013 год в селе проживало 2960 человек.
| 2010 | 2013 |
| ---- | ---- |
| 2552 | 2960 |

| Перепись  | Всего   | Всего | Женщины | Женщины | Мужчины | Мужчины |
| --------- | ------- | ----- | ------- | ------- | ------- | ------- |
| Единицы   | человек | %     | человек | %       | человек | %       |
| Население | 2960    | 100   | 1474    |         | 1486    |         |

## Достопримечательности
- Церковь Непорочного Зачатия Пресвятой Девы Марии
- Обелиск в память I Первой кадровой компании. Находится при европейской дороге № 7 Краков-Варшава.
- Усадьба в Михаловице. Памятник культуры Малопольского воеводства (№ А-465[4]).